# Sierlijke lantaarnhaai
De sierlijke lantaarnhaai (Centroscyllium ornatum) is een vis uit de familie Etmopteridae (volgens oudere inzichten de familie Dalatiidae) en behoort in elk geval tot de orde van doornhaaiachtigen (Squaliformes). De vis kan een lengte bereiken van 30 centimeter.

## Leefomgeving
De sierlijke lantaarnhaai is een zoutwatervis. De vis prefereert diep water en leeft hoofdzakelijk in de Indische Oceaan op dieptes tussen 521 en 1262 meter.

## Relatie tot de mens
De sierlijke lantaarnhaai is voor de visserij van geen belang. In de hengelsport wordt er weinig op de vis gejaagd.